# Klimowa
Klimowa (ukr. Климова, Klimova; 1492 m n.p.m.) – szczyt górski w masywie Połoniny Czerwonej. Leży na Ukrainie w obwodzie Zakarpackim, znajduje się 6 km na zachód od miejscowości Ust-Czorna.
Szczyt pokrywa rozległa połonina, która poniżej 1200 metrów przechodzi w lasy bukowe

## Topografia
Klimowa znajduje się we wschodniej części mikroregionu Grupa Gropa-Topas-Syhłański Połoniny Czerwonej. Szczyt leży na grani głównej masywu, który biegnąc w tym miejscu z północnego zachodu na południowy wschód ogranicza górę od zachodu szczytem Gropa (1495 m n.p.m.), na wschodzie grań u szczytu Mała Klimowa (1361 m n.p.m.) skręca na południe, gdzie stopniowo obniża się do doliny rzeki Mokrianka w miejscowości Krasna.
Na północnych stokach szczytu swoje źródło mają potoki Klimowiec i Skoruczuwaty, które bezpośrednio wpływają do rzeki Mokrianka.

## Turystyka
Przez szczyt przechodzi nieoznakowany czerwony szlak, dojść można tutaj z trzech stron:
- Początkowo znakowanym czerwonym szlakiem z miejscowości Ust-Czorna od południowego wschodu oraz z zachodu ze szczytu Gropa (1495 m n.p.m.)
- Znakowanym żółtym szlakiem dojściowym z miejscowości Ruśka Mokra, dalej nieoznakowaną trasą do szczytu